# Paraphanolaimus bayensis
Paraphanolaimus bayensis is een rondwormensoort uit de familie van de Leptolaimidae. De wetenschappelijke naam van de soort is voor het eerst geldig gepubliceerd in 1988 door Keppner.